# Droga rdzeniowo-wzgórzowa

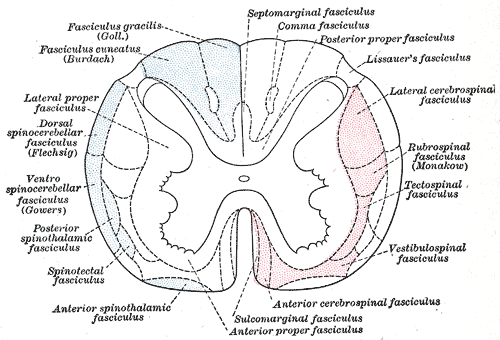
Schemat przedstawiający przebieg szlaków w rdzeniu kręgowym, zaznaczono przedni (anterior spinothalamic fasciculus) i boczny (posterior spinothalamic fasciculus) szlak rdzeniowo-wzgórzowy

Droga rdzeniowo-wzgórzowa (łac. tractus spinothalamicus) – droga nerwowa prowadząca wrażenia bólu i temperatury oraz dotyku bez określenia jego rodzaju, od zwojów nerwów rdzeniowych do wzgórza.

## Przebieg
Impulsacja z receptorów biegnie nerwami obwodowymi do zwojów nerwów rdzeniowych, następnie korzeniami tylnymi do rogów tylnych rdzenia kręgowego. Następnie wstępują lub zstępują szlakiem rdzeniowo-wzgórzowym bocznym (Lissauera) o jeden lub dwa segmenty rdzenia. Na tym poziomie ulegają przełączeniu synaptycznemu w rogach tylnych. Następnie przecinają istotę pośrednią środkową, przechodzą na przeciwną stronę rdzenia (ulegają skrzyżowaniu) i wstępują w przeciwstronnej drodze rdzeniowo-wzgórzowej w sznurach bocznych (szlak rdzeniowo-wzgórzowy boczny Lissauera przewodzący czucie bólu i temperatury) i przednich (szlak rdzeniowo-wzgórzowy przedni przewodzący czucie dotyku) rdzenia kręgowego. Oba szlaki zbiegają się w pniu mózgu jako wstęga rdzeniowa (lemniscus spinalis), sąsiadująca z wstęgą przyśrodkową, i ulegają przełączeniu w jądrze brzusznym tylnym-bocznym (VPL) wzgórza. Stamtąd wysyłana jest projekcja do kory somatoczuciowej w płacie ciemieniowym.